# 乔治·卡杜达尔
乔治·卡杜达尔（法語：Georges Cadoudal；1771年1月1日—1804年6月25日），法国政治家、法国大革命期间朱安党人的首领。
卡杜达尔出生在布列塔尼的莫尔比昂省布雷克，其名字在布列塔尼语里面意思是“战场归来的战士”。在他毕业之后，法国大革命已爆发，但他仍旧保留着保王党和罗马天主教徒的身份。1793年起，他在莫尔比昂省组织了一场反对第一共和国国民公会的叛乱。这场叛乱迅速被镇压，随后，卡杜达尔于同年12月加入了旺代的保王党叛军，在勒芒和萨沃奈作战。
回到莫尔比昂之后，卡杜达尔被捕，并被投入监狱。然而他成功越狱，并继续与共和国抗争。他曾多次被击败，并被迫数度流亡英国，但却从没有放弃将波旁王室成员普罗旺斯伯爵（即后来的路易十八）拥上王位的尝试。他拒绝与共和国政府达成和解。拿破仑·波拿巴钦佩他的才能与充沛的精力，希望以丰厚的待遇拉拢他，但却被他拒绝了。
1800年以后，拿破仑的政权已经稳固，卡杜达尔认为已不再适合发动战争，于是将主要精力转到策划阴谋之上。12月，他间接参与了暗杀拿破仑的圣尼凯斯街爆炸案，失败后逃往英国。
1803年8月23日夜，卡杜达尔与让-夏尔·皮什格鲁及数名朱安党人秘密返回法国，在比维尔登陆。他们策划了另一起针对拿破仑的暗杀。他避开警察的监视和追踪达六个月之久，最后被捕，与其同党十一人被判处死刑，在巴黎送上断头台斩首。他在行刑高呼：“现在，让巴黎人都看看基督徒、保王党和布列塔尼人是如何死的。”
1814年波旁王朝复辟之后，卡杜达尔被路易十八追授为法国元帅。